# Hino ao Senhor do Bonfim
O Hino ao Senhor do Bonfim é uma composição musical religiosa e cívica de 1923, dedicada ao Senhor do Bonfim, de autoria de Arthur de Salles e João Antônio Wanderley, e alusivas à Igreja do Senhor do Bonfim, monumento arquitetônica e devocional do estado brasileiro da Bahia, e localizado em sua capital, Salvador.

## Histórico
A letra e música foram compostas para a comemoração do centenário da Independência da Bahia - relembrando os feitos heroicos dessa luta que, segundo a fé religiosa dominante, contou com a intercessão do Santo.
Escrito em versos eneassílabos, o Hino foi composto em 1923, a pedido da Comissão Oficial do Centenário - grupo formado por intelectuais e autoridades, a fim de preparar, em Salvador, os festejos alusivos aos 100 anos da vitória do povo baiano sobre o jugo português, nas lutas da Independência da Bahia.
Sua letra evoca um episódio histórico, registrado pelo historiador Santos Titara: a imagem do Senhor do Bonfim havia sido apoderada pelas tropas portuguesas e, quando consolidada a vitória brasileira, foi esta restituída ao templo original, ainda em 1823, em cortejo popular. No centenário, este fato foi redivivo, sendo esta a origem da procissão que, todos os anos, enche de pessoas as ruas da cidade baixa.
Um outro Hino foi composto por Pethion de Vilar e musicada pelo maestro Remígio Domenech, tendo prevalecido a versão de Arthur de Salles.
A um só tempo religioso e cívico, sua popularidade no estado da Bahia ganhou contornos mais amplos com sua gravação, cantada por Caetano Veloso e Gilberto Gil, em 1968 - no revolucionário disco Tropicalia ou Panis et Circencis, marco do movimento musical da Tropicália.

## Letra
A letra rende glórias ao Senhor do Bonfim, "Redentor que há cem anos nossos pais conduziste à vitória, pelos mares e campos baianos" - a um tempo atribuindo ao Santo as vitórias nas batalhas navais e terrestres onde os baianos venceram os portugueses comandados pelo Governador das Armas, Inácio Luís Madeira de Melo.
Há, também, referência à "Sagrada Colina", local onde está erguido o templo.